# Zodarion walsinghami
Zodarion walsinghami är en spindelart som beskrevs av Denis 1937. Zodarion walsinghami ingår i släktet Zodarion och familjen Zodariidae.
Artens utbredningsområde är Algeriet. Inga underarter finns listade i Catalogue of Life.